# Markedsføringsøkonom
Uddannelsen til markedsføringsøkonom er en to-årig kort videregående uddannelse (KVU). Hovedfaget er international markedsføring. 
Det er muligt at læse uddannelsen på dansk eller engelsk. Studiet foregår på erhvervsakademier i Esbjerg, Herning, Hillerød, Horsens, Kolding, København, Kongens Lyngby, Odense, Randers, Roskilde, Thisted, Viborg, Aalborg og Århus. Forudsætningen for at blive optaget er en gymnaisiel uddannelse eller relevant erhvervserfaring.  
Det er blandet andet muligt at specialisere sig inden for statistik/driftsøkonomi, salg/innovation eller kommunikation. På 4. semester kan den studerende gennemføre et praktikophold i en virksomhed eller et internationalt uddannelsesforløb.
Som færdiguddannet opnår dimittender især arbejde inden for salg og marketing i internationale virksomheder.
Desuden oparbejder de studerende kompetencer inden for erhvervsøkonomi, logistik, organisation, mikro- og makroøkonomi, kultur, design og projektledelse. 
Som markedsføringsøkonom kan man læse videre til bachelor (BA) internationalt og i Danmark.